# Registrované partnerství v Litvě
Litva dosud nelegalizovala stejnopohlavní manželství, ani registrované partnerství.

## Registrované partnerství
25. března 2015 zpracovalo a předložilo 9 poslanců litevského jednokomorového parlamentu Seimas ze Sociální demokracie a Liberálního hnutí návrh zákona o registrovaném partnerství. Litevský premiér a lídr Sociální demokracie Algirdas Butkevičius se k návrhu vyjádřil odmítavě. 6. května 2015 oznámil Výbor pro právní záležitosti, že neshledává u návrhu zákona o registrovaném partnerství žádné ústavní překážky, a že je tedy zcela právně nezávadný. Parlament nestihl do konce volebního období v listopadu 2016 o návrhu hlasovat. Podobný návrh zpracovali poslanci Liberálního hnutí 30. května 2017. Návrh byl zamítnut v prvním čtení 15. června 2017 v poměru hlasů 29:59 a 20 zdrženími se.

## Partnerské soužití
V r. 2017 navrhla Unie litevských farmárů a zelených a Unie domova návrh zákona o partnerském soužití jako alternativu k předchozímu návrhu zákona o registrovaném partnerství. Partnerské soužití by garantovalo homosexuálním párům právo vzájemně se navštěvovat v nemocnicích, dědit po sobě a mít společný majetek. Povilas Urbšys, jeden z autorů návrhu, řekl: „Důvodem našeho projektu je zefektivnit regulaci vlastnických a majetkových práv párů žijících ve společné domácnosti a předcházet negativním následkům, k nimž za současné právní úpravy dochází v případě rozpadu vztahu.“ Příslušný návrh kritizovaný LGBT skupinami, přímo zmiňuje, že účelem uzavření smlouvy o partnerském soužití není založit rodinu a vychovávat děti. Tento návrh přijal Seimas v poměru hlasů 46:17 a 6 zdrženími se 31. května 2017. Momentálně se nachází ve fázi dalších legislativních přezkumů.  25. října jej podpořila litevská vláda.

## Stejnopohlavní manželství
Sňatky párů stejného pohlavní nejsou v Litvě legální. Podle občanského zákoníku vzniká manželství svobodným projevem vůle muže a ženy. Kromě toho existuje explicitní zákonné ustanovení, které zakazuje párům stejného pohlaví uzavřít manželství. V prosinci 2005 zahájila sociálně konzervativní část Seimasu sběr podpisů za ústavní novelu, která by zakazovala manželství homosexuálních párů. Julius Sabatauskas, předseda parlamentního Výboru pro právní záležitosti, řekl, že je taková legislativa zbytečná. Jiní poslanci byli taktéž toho názoru, že není třeba dál měnit ústavu na tomto poli, neboť manželství je už dávno ústavně definované jako svazek muže a ženy. Ústava říká: „Manželství je institucí založenou na svobodném projevu souhlasu jednoho muže a jedné ženy.“ Aktuální efekt tohoto ustanovení je momentálně sporný a stává se z něj předmětem soudních přezkumů.

## Veřejné mínění
Eurobarometr z r. 2015 ukázal, že pouze 24 % Litevců podporuje stejnopohlavní manželství, což je třetí nejnižší výsledek v Evropské unii spolu se Slovenskem. Celková podpora v členských zemích byla 61 %.